# Обербукситен
Обербукситен (нем. Oberbuchsiten) — коммуна в Швейцарии, в кантоне Золотурн. 
Входит в состав округа Гой. Население составляет 1852 человека (на 31 декабря 2007 года). Официальный код — 2406.

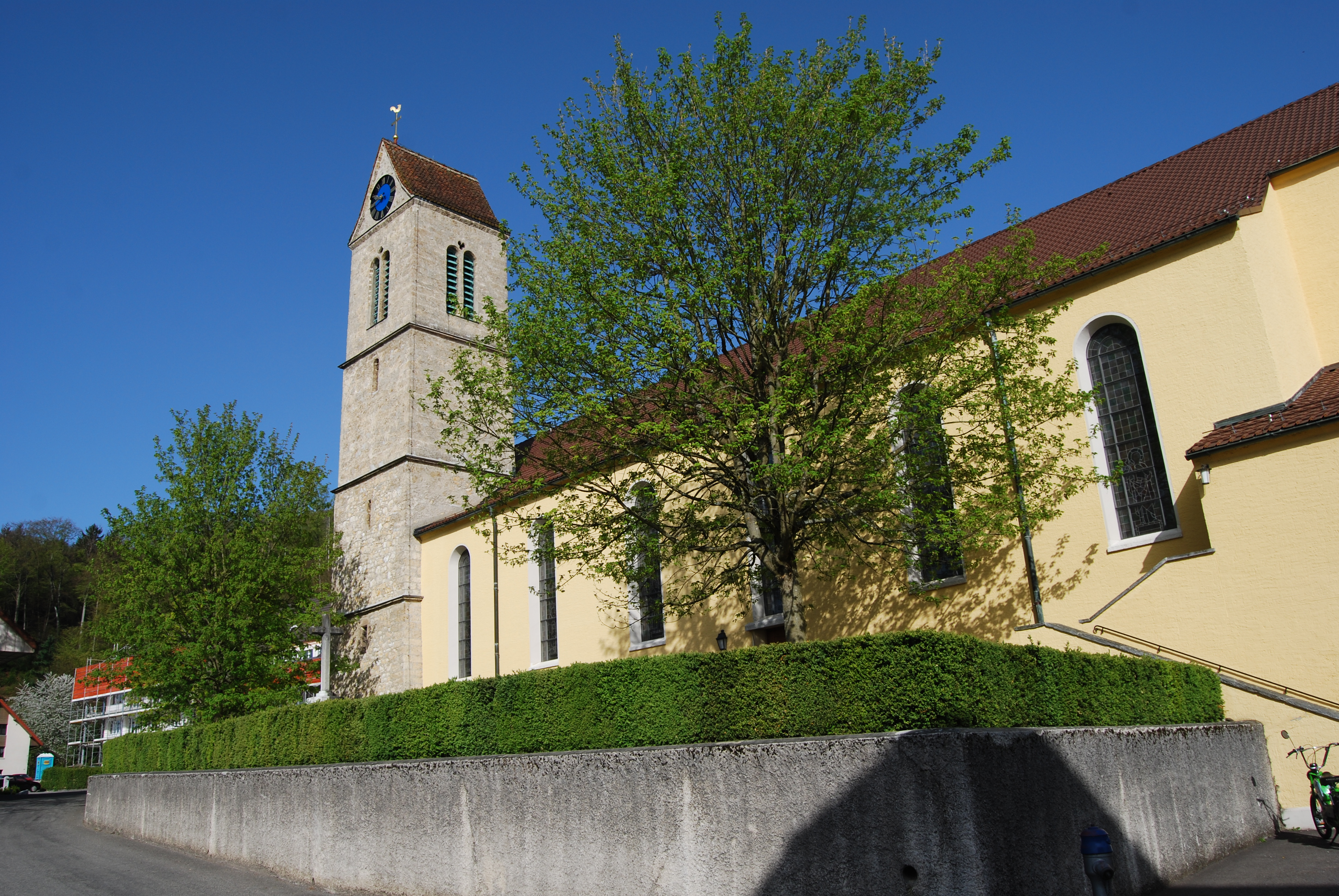
Обербукситен